# Вордскем кыл
«Вордске́м кыл» (в переводе с удм. — «Родное слово») — научно-методический журнал, выпускаемый в Удмуртии на удмуртском и русском языках.
Журнал «Вордскем кыл» был основан в феврале 1990 года и первоначально издавался как приложение к литературно-художественному и общественно-политическому журналу «Кенеш», а с 1992 года — как отдельное издание. Журнал является ресурсом для профессионального развития педагогов дошкольных образовательных организаций, учителей начальных классов, учителей удмуртского языка и литературы, краеведения, педагогов дополнительного образования, способствует реализации инновационных подходов в обучении удмуртского языку и культуре. На его страницах публикуются результаты фундаментальных и прикладных научных исследований в области удмуртской филологии, этнокультурного образования, материалы из опыта педагогов-практиков. Издаётся на удмуртском и русском языках. 
Издание выходит 10 раз в год и распространяется в Удмуртской Республике, республиках Татарстан, Башкортостан и Марий Эл и Кировской области.
В настоящее время учредителем и издателем журнала «Вордскем кыл» является Автономное учреждение Удмуртской Республики «Издательский дом национальной прессы». 
Основными темами, освещаемыми в журнале, являются развитие национальных удмуртских школ и дошкольных учреждений, проблемы преподавания удмуртского языка и удмуртской литературы, обучения в начальных классах, опыт работы лучших учителей и воспитателей детских садов, вопросы культуры края, научные и методические работы учёных-филологов, историков, искусствоведов Удмуртии.